# Lars Bergendahl
Lars Bergendahl (* 30. Januar 1909 in Sørkedalen bei Oslo; † 22. Juni 1997) war ein norwegischer Skilangläufer, der in den 1930er Jahren aktiv war.

## Werdegang
Bergendahl nahm zwischen 1930 und 1939 an Weltmeisterschaften teil. 1937 wurde er Weltmeister über 18 km und mit der Staffel, 1939 Weltmeister über 50 km. 1939 wurde er mit der Holmenkollen-Medaille und Morgenbladet-Goldmedaille geehrt.
Bei den Norwegischen Nordischen Skimeisterschaften gelangen ihm zwischen 1936 und 1938 diverse Titel. So gewann er bei der Norwegischen Meisterschaft 1936 den Titel über 18 km. Ein Jahr später bei den Norwegischen Meisterschaft 1937 sicherte er sich den Titel über 30 km. Bei den Norwegischen Meisterschaft 1938 in Mo i Rana sicherte er sich seinen dritten Titel in Folge, diesmal über die 18-km-Distanz.
Sein Onkel Lauritz Bergendahl war ebenfalls Skilangläufer gewesen und hatte zwischen 1910 und 1915 fünf Mal das Holmenkollen-Rennen gewonnen.

## Erfolge
- Weltmeisterschaften 1937 in Chamonix: Gold über 18 km, Gold mit der Staffel
- Weltmeisterschaften 1938 in Lahti: Silber mit der Staffel, Bronze über 50 km
- Weltmeisterschaften 1939 in Zakopane: Gold über 50 km